# Hans-Ulrich Rudel
Hans-Ulrich Rudel   (Grzędy, Lower Silesian Voivodeship, 2 de juliol de 1916 - Rosenheim, 18 de desembre de 1982) va ser un pilot de la Luftwaffe durant la Segona Guerra Mundial portant el bombarder Junkers JU87 Stuka. Va fer més de 2.000 missions completades amb èxit, destruint més de 350 tancs soviètics i el cuirassat Marat, va ser l'únic soldat alemany que rebé la màxima condecoració, la Creu de Cavaller de la Creu de Ferro amb Fulles de Roure d'Or, Espases i Diamants.